# Gruppo di sant'Ildefonso

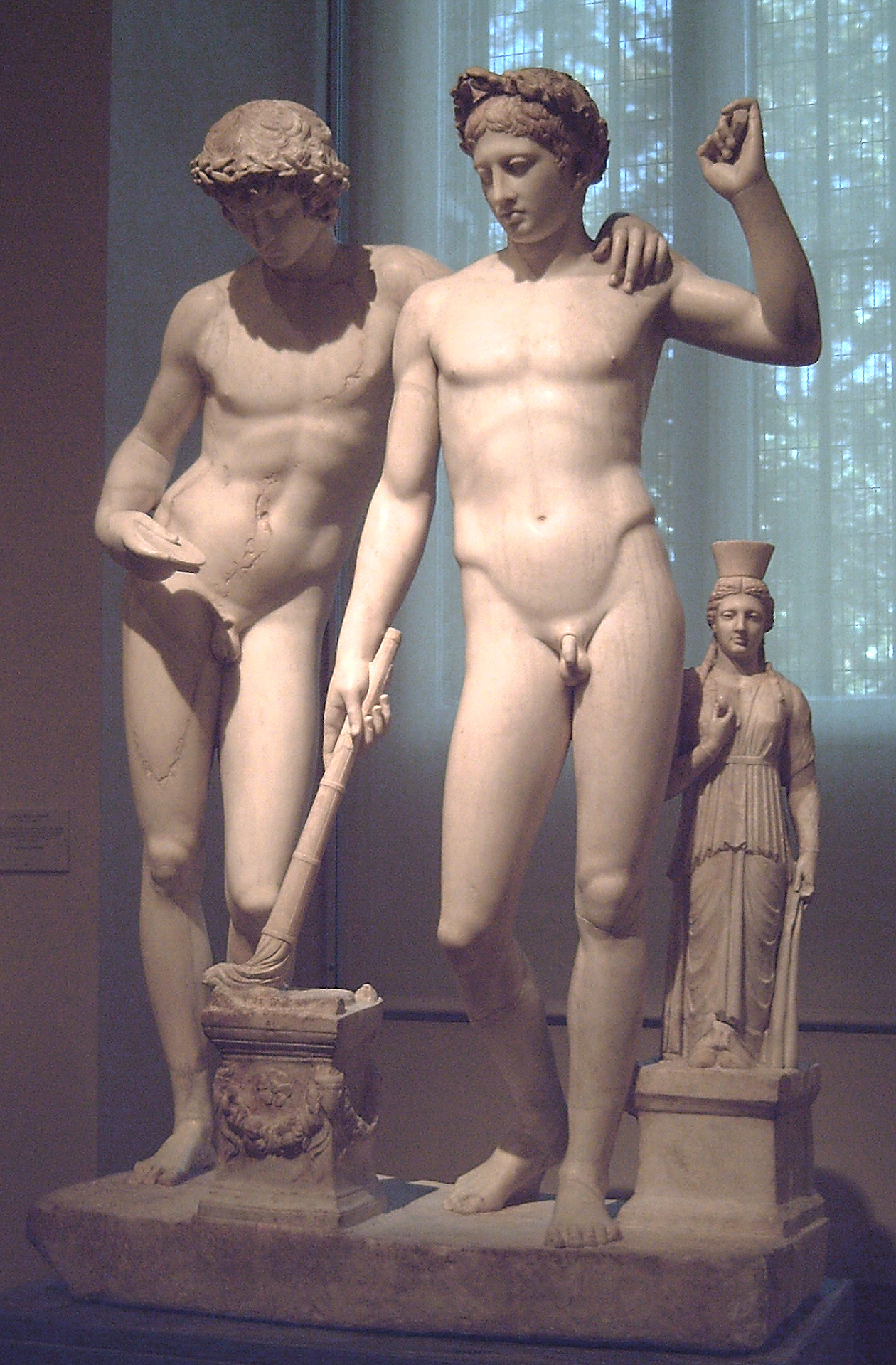
Il gruppo scultoreo.

Il Gruppo di sant'Ildefonso (o L'offerta di Oreste e Pilade o ancora Castore e Polluce) è un antico gruppo scultoreo romano risalente al I secolo d. C. Il nome originale gli deriva da Ildefonso di Toledo: posizionato al Palazzo Reale della Granja de San Ildefonso a Segovia fino al 1839 accanto ad un grande dipinto del santo (da qui la denominazione), si trova attualmente al museo del Prado a Madrid.
Attingendo dalle opere della scultura greca del V e IV secolo a.C. e seguendo la tradizione della scuola di Prassitele, come ad esempio l'Apollo sauroctono, ma anche l'Efebo Westmacott di Policleto, senza copiare pedissequamente bensì dando un tocco d'originalità ai singoli particolari, la scultura mostra due adolescenti maschi nudi in forma idealizzata che indossano entrambi la corona di alloro.
I giovinetti mostrati a grandezza naturali si appoggiano e sorreggono l'uno contro l'altro, uno con la mano sinistra sulla spalla sinistra del compagno, l'altro con la spalla ed l'intero braccio destro a sfiorare il petto dell'amico; a terra sul davanti sta un altare e dietro una piccola figura femminile, presumibilmente la statua di una qualche divinità protettrice. Quest'ultima, in mano e stretta al petto ha una sfera, variamente interpretata come un uovo (alimento) o un frutto di melagrana.
Il gruppo, alto 161 cm. è ormai accettato come essere la raffigurazione dei Dioscuri, i due eroi-fratelli Castore e Polluce.

## Storia
Il momento esatto e il luogo del ritrovamento originario rimane sconosciuto, ma si sa che nel 1623 faceva già parte della collezione Ludovisi a Villa Ludovisi a Roma: in quell'anno viene restaurata da Ippolito Buzzi il quale vi aggiunge la testa mancante. Nicolas Poussin deve averla veduta in quel periodo o in un momento immediatamente successivo quando si trovava già in possesso di Camillo Massimo; lo schizzo che in quell'occasione il pittore francese fece non era inteso essere una rappresentazione fedele, piuttosto uno spunto d'ispirazione da conservare come parte del suo repertorio visivo dell'antichità classica.

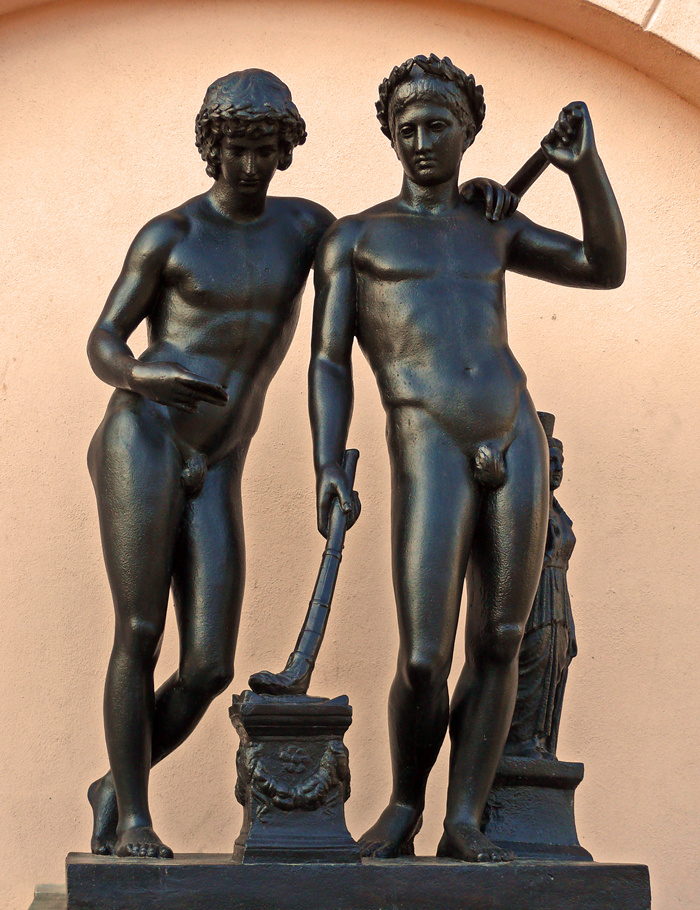
Copia in bronzo conservata a Weimar.

Ispirazione questa che ha fatto sentire ampiamente la propria presenza nella maggior parte dei dipinti dell'artista d'oltralpe. Nel suo disegno Poussin a apportato lievi modifiche alle posture della coppia di ragazzi, ma il cambiamento più grande è stato quello i trasformare gli adolescenti in agili eroi più simili ad atleti muscolosi.
La sua fama si diffuse ben presto nella maggioranza delle corti europee e poco dopo il 1664 la regina Cristina di Svezia riesce ad acquisirla e così riunirla all'ampia collezione d'arte che aveva finito col creare durante il periodo della propria permanenza a Roma. Le antiche sculture della raccolta sono state in seguito trasferite nella proprietà degli Odescalchi come eredità e lì rimasero fino al 1724 quando vennero offerte a Filippo V di Spagna.
La seconda moglie di Filippo era Elisabetta Farnese, della famiglia Farnese di Parma la quale ha avuto parte nella storia della costituzione della collezione scultorea al museo archeologico nazionale di Napoli; acquistata ad alto prezzo venne inviata al Palazzo Reale della Granja de San Ildefonso a Segovia. Da lì poi giunse a quella che è la sua attuale collocazione, il museo del Prado a Madrid.

## Descrizione
La figura di sinistra era, al momento del ritrovamento, priva della testa, che è stata pertanto restaurata solamente nel corso del XVII secolo, il periodo di massimo splendore per quanto riguarda i "restauri interpretativi", da Ippolito Buzzi; questo durante il periodo in cui la scultura faceva parte della collezione privata del cardinale Ludovico Ludovisi: l'artista italiano si è ispirato ed ha preso spunto (il capo chinato volto leggermente verso destra è difatti estremamente indicativo) da un busto di tipo Antinoo-Apollo già appartenente alla stessa collezione nonché uno degli alti esempio di arte adrianea.

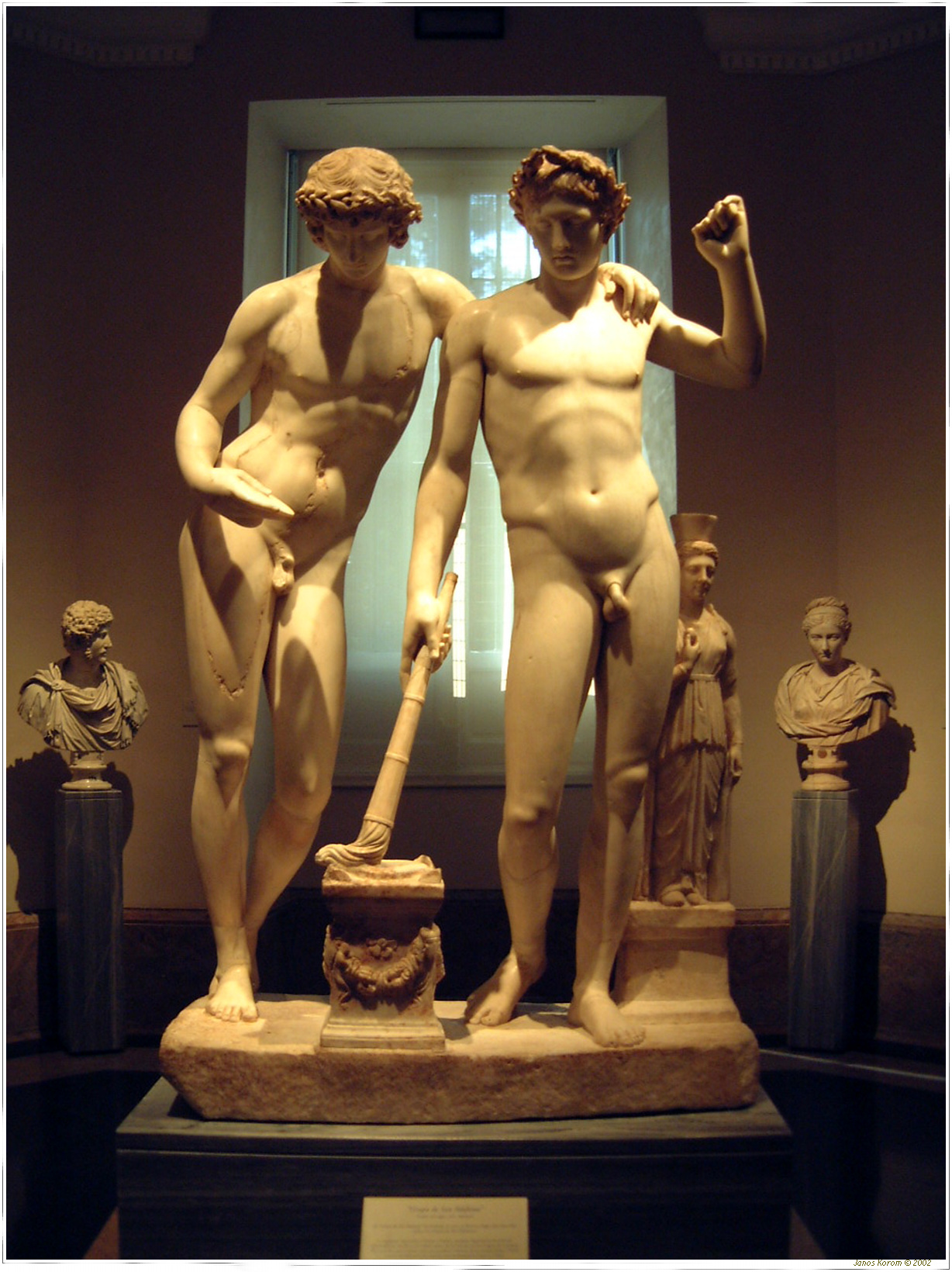
Vista con una luce differente.

L'identificazione da dare alle due figure è stata ricercata nelle molte narrazioni riguardanti coppie di sesso maschile presenti all'interno della mitologia greca; nel corso dell'800 divenne per un certo periodo di tempo noto anche come "genii tutelari dell'imperatore Adriano e di Antinoo", tralasciando pertanto il fatto che le due statue sono entrambe rappresentazioni di due ragazzi giovanissimi, mentre una caratteristica importante del rapporto storico vigente tra l'imperatore romano del II secolo e il bellissimo Antinoo era invece la differenza d'età, come nello stile della pederastia greca con un erastès più anziano ed un eromenos notevolmente più giovane.

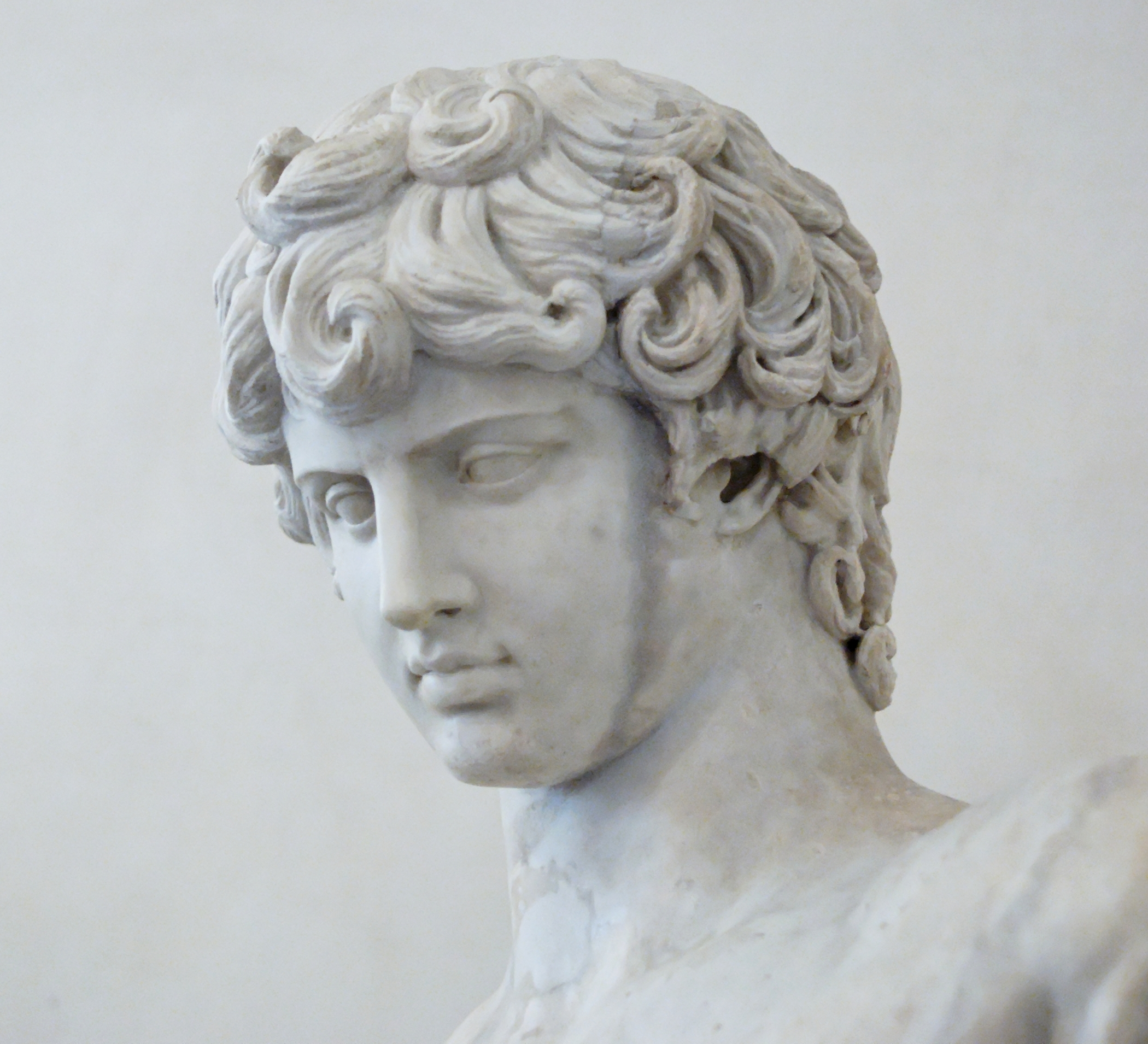
Il busto dellAntinoo Ludovisi da cui si è ispirato Ippolito Buzzi nel 1623 per il restauro della testa mancante di destra.

In alternativa è stato anche suggerito il momento del sacrificio di Antinoo al demone (daimon), in riferimento all'ipotesi che il giovane potesse essersi suicidato all'interno di un rituale sacrificale volto ad allungare la vita al suo amato imperatore; infine anche semplicemente come la raffigurazione di Adriano ed Antinoo che si promettono reciproca fedeltà.
Altre identificazioni alternative nel corso de secoli hanno incluso:
- Hypnos e Thanatos, personificazioni del sonno e della morte, dall'interpretazione data alla sfera come melograno, per l'appunto un simbolo di morte.
- Coridone e Alexis, i due giovanissimi amanti omosessuali descritti nelle Bucoliche di Publio Virgilio Marone
- Il critico e storico dell'arte tedesco Johann Joachim Winckelmann suggerì inoltre nel 1767 potesse trattarsi di Oreste e del compagno Pilade mentre offrono un sacrificio in onore della dea Artemide di cui desideravano attirarsi la benevolenza oppure di fronte alla tomba del padre assassinato di Oreste, Agamennone. Winklemann è stato il primo a pubblicare un'immagine e descrizione della scultura, nel suo "Monumenti Antichi Inediti" del 1767, (pag.XXI-XXII)[8].

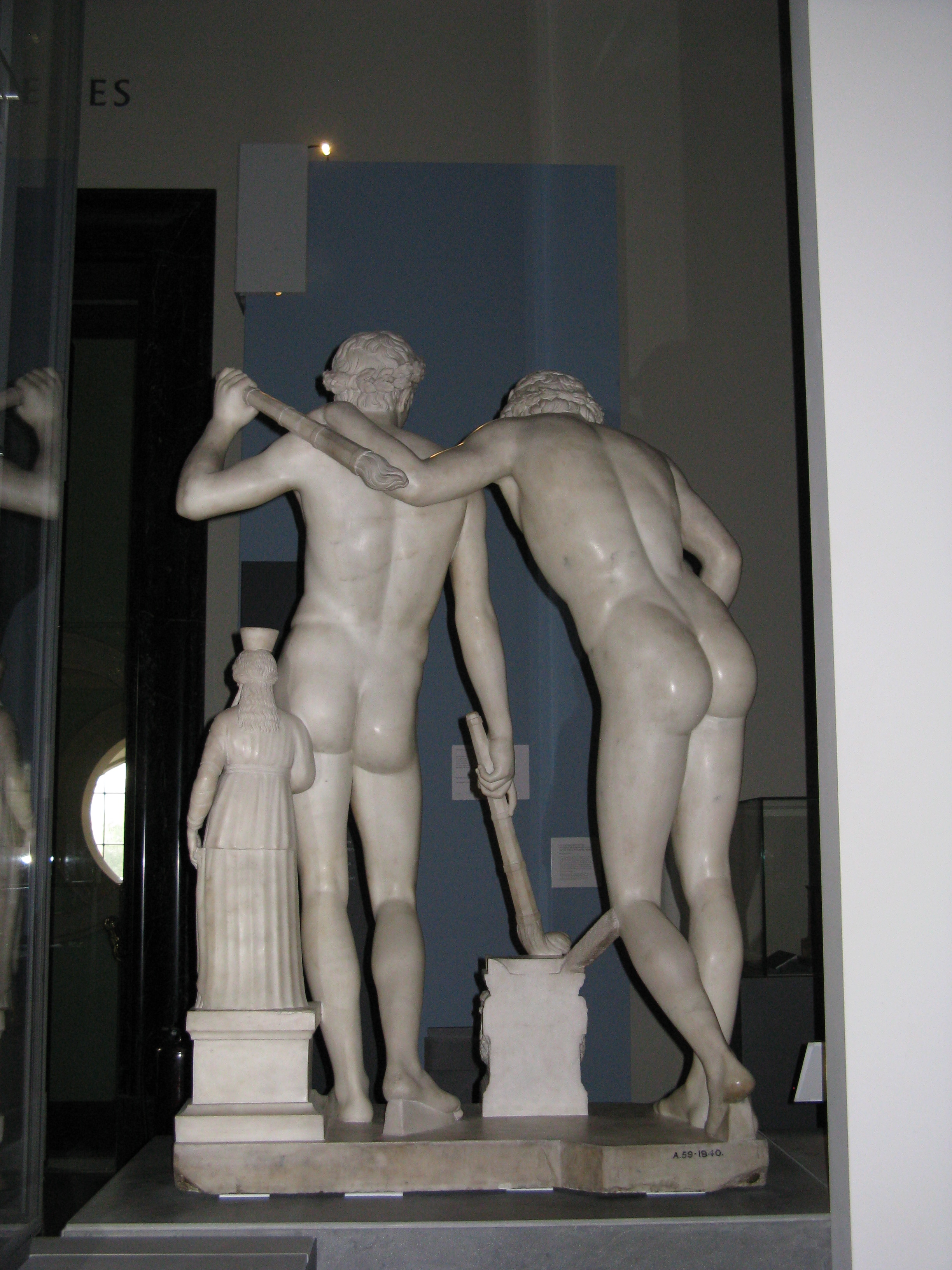
Veduta posteriore della copia conservata al Victoria and Albert Museum.

Oreste, perseguito dalle Erinni che lo affliggono per aver ucciso sua madre Clitennestra (atto compiuto per vendicare a sua volta l'omicidio del padre), marcia con il carissimo amico Pilade in Tauride (episodio che appare in Ifigenia in Tauride di Euripide), cercano la statua di Artemide che Apollo ha ordinato loro di riportare ad Atene come una forma di purificazione. In Tauride si verifica per l'appunto l'episodio in cui entrambi offrono un sacrificio; l'atmosfera i fratellanza in cui esso si svolge viene preso come esempio di amicizia. Al suo ritorno ad Atene, portando la statua di Artemide, offre infine un sacrificio alla dea.
Tutta questa serie di identificazioni si pensa oggi siano errate e semplicemente dovute al restauro della testa mancante con le sembianze di Antinoo; è oramai accettato trattarsi di Castore e Polluce mentre offrono un sacrificio a Persefone. Una tale identificazione è principalmente basata sulla figura a destra, che doveva tenere in principio nelle mani due torce, quella sulla mano destra che accende l'altare posto ai loro piedi e un'altra sulla mano sinistra rivolta dietro la schiena, e sull'identificazione della sfera tra le mani della figurina femminile posta dietro di loro come un uovo (quello da cui gli stessi Dioscuri sono nati). Quest'ultima interpretazione è stata sostenuta tra gli altri anche dal poeta e drammaturgo tedesco Johann Wolfgang von Goethe il quale possedeva una copia del gruppo scultoreo.

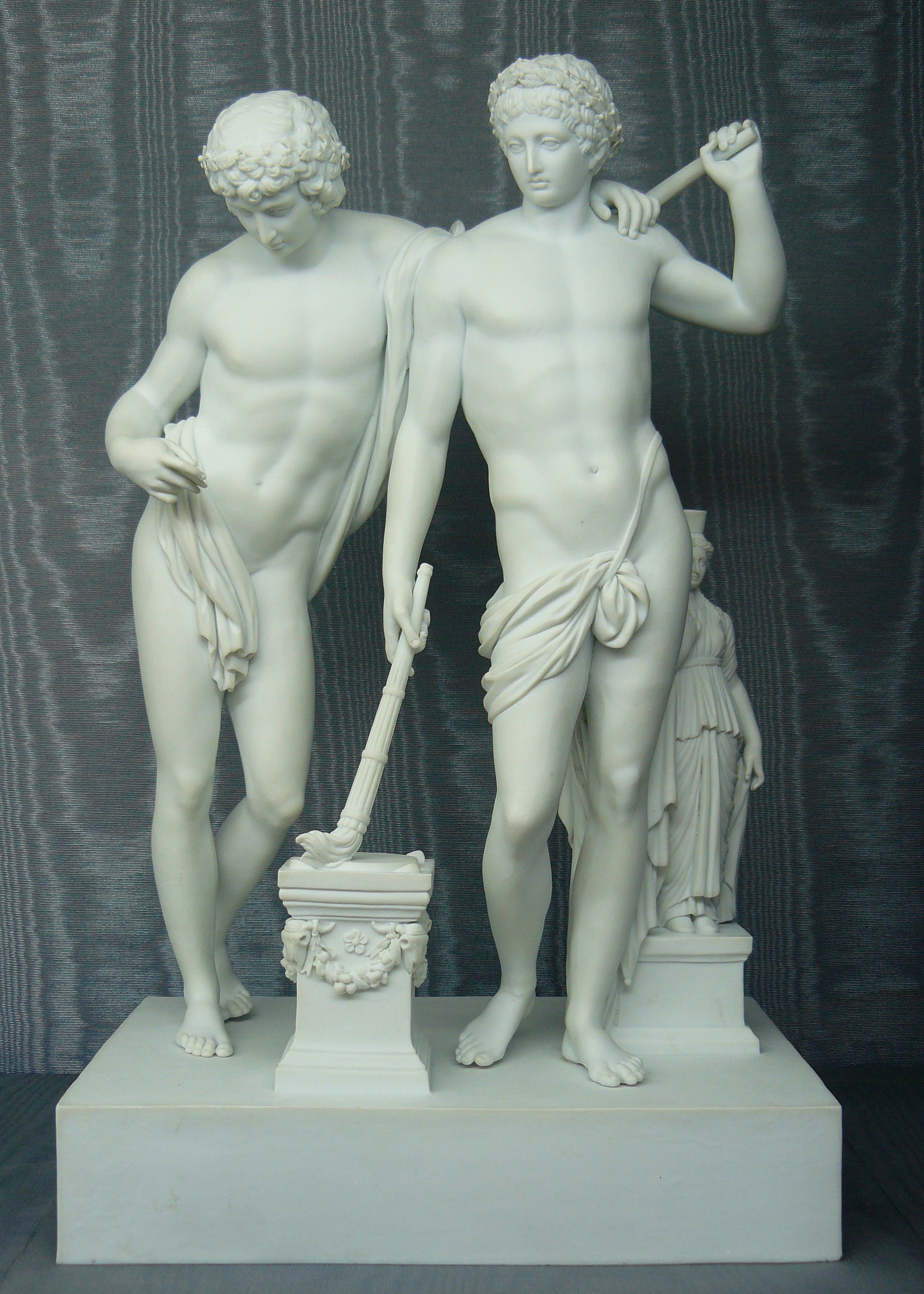
Copia eseguita in porcellana di Sèvres, al Musée national de céramique, Sèvres (Hauts-de-Seine, Francia).

## Stile
Il lavoro nel suo insieme è un eccellente esempio di eclettismo e neoatticismo, molto frequente verso la fine della repubblica romana e durante i primi decenni dell'impero romano, intorno quindi all'età augustea, in una combinazione di due diversi flussi estetici: mentre il giovane di destra segue lo stile della scuola di Policleto, quello di sinistra porta invece il marchio inconfondibile delle figure morbide, sensuali e vagamente da effeminato di Prassitele.

## Copie
L'iniziale identificazione errata con Antinoo, l'amante adolescente di Publio Elio Traiano Adriano, ha generato un grande interesse per la scultura, a seguito del quale finirono con l'esser prodotte un gran numero di copie, in gran parte realizzate in Italia e nel Nord Europa e poi, sulla base di calchi fatti in Spagna e basati sull'originale lì conservato. Questi inevitabilmente ne hanno ulteriormente alimentato l'interesse, oscurando il fatto che in realtà la testa di Antinoo era opera di un restauro.

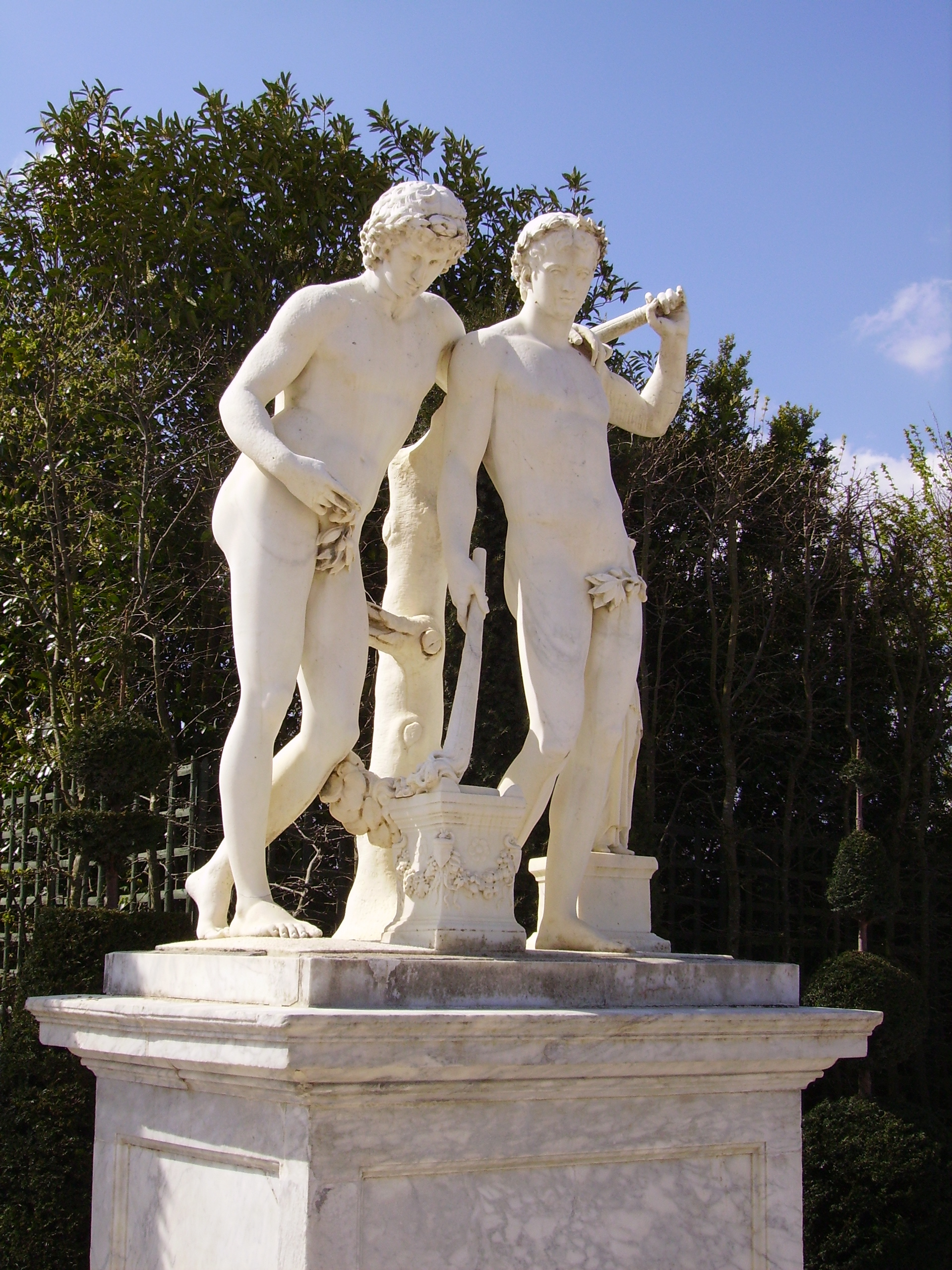
Copia di Antoine Coysevox e posta nei giardini di Versailles.

Negli anni '60 del XVII secolo Antoine Coysevox ne ha scolpito una copia in marmo per essere inserita nei giardini di Versailles all'interno della reggia di Versailles.

## Note

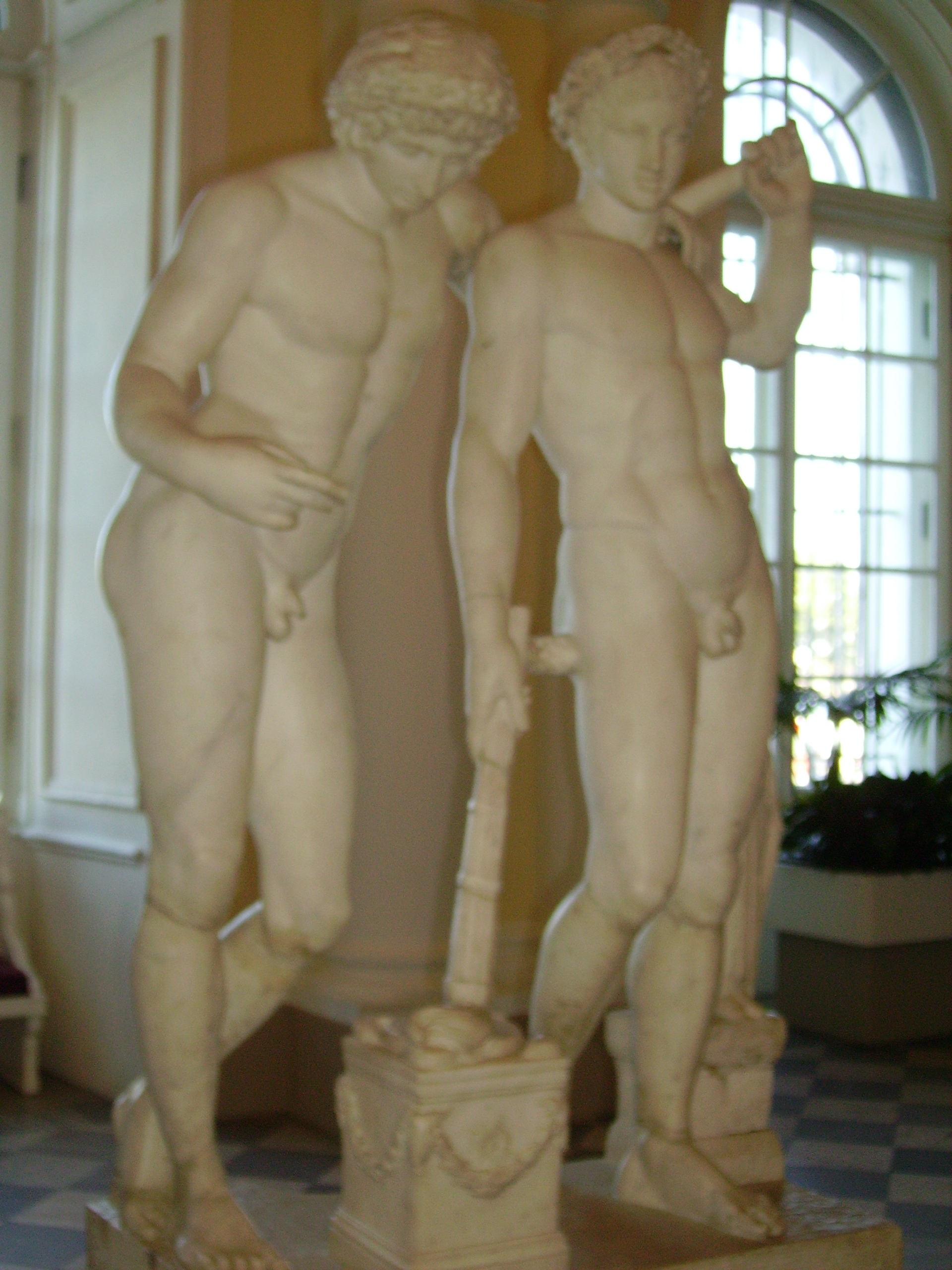
Copia conservata all'Hermitage.